# جگوار ایکس۳۵۰
جگوار ایکس۳۵۰ (Jaguar X۳۵۰) خودرویی است که در سال‌های ۲۰۰۳ تا ۲۰۰۷در بیرمنگام و انگلند تولید شده‌است.
طراحی آن خودروهای موتور جلو-محور عقب بوده است. سیستم جعبه‌دندهٔ آن ۶ دنده به صورت خودکار است.